# Giurie del Sundance Film Festival
Il Sundance Film Festival assegna numerosi premi a film e documentari indipendenti statunitensi e stranieri scelti da una giuria di attori, registi, produttori e critici che si rinnova ogni anno.
Dalla fondazione al 2004 la giuria è suddivisa in "Dramatic" (giudici di competenza narrativa statunitense e internazionale) e "Documentary" (giudici di competenza documentaristica statunitense e internazionale); dal 2005 viene invece creata una distinzione tra i giudici delle pellicole locali, "U.S. Dramatic" ed "U.S. Documentary", e quelli delle pellicole straniere, "World Cinema Dramatic" e "World Cinema Documentary".

## 1985
Dramatic: Robert M. Young ( Stati Uniti), Peter Biskind ( Stati Uniti), Mirra Bank ( Stati Uniti)
Documentary: Julia Reichert ( Stati Uniti), David Fanning ( Stati Uniti), Ron Mann ( Canada), Dennis O'Rourke ( Australia)

## 1986
Dramatic: Héctor Babenco ( Brasile), Molly Haskell ( Stati Uniti), Krzysztof Zanussi ( Polonia), Martha Coolidge ( Stati Uniti), Bobby Roth ( Stati Uniti)
Documentary: Julia Reichert ( Stati Uniti), David Fanning ( Stati Uniti), Ron Mann ( Canada), Dennis O'Rourke ( Australia)

## 1987
Dramatic: Randa Haines ( Stati Uniti), Jean-Jacques Beineix ( Francia), Amy Robinson ( Stati Uniti), David Ansen ( Stati Uniti), L.M. Kit Carson ( Stati Uniti)
Documentary: Sheila Benson ( Stati Uniti), Peter Biskind ( Stati Uniti), Robert Gardner ( Stati Uniti), David R. Loxton ( Canada), Jayne Loader ( Stati Uniti)

## 1988
Dramatic: Gale Anne Hurd ( Stati Uniti), Edward R. Pressman ( Stati Uniti), Terry Southern ( Stati Uniti), Tim Hunter ( Stati Uniti)
Documentary: Richard Leacock ( Inghilterra),  Lourdes Portillo ( Messico), Tim Cowling ( Stati Uniti), Christian Blackwood ( Germania) 

## 1989
Dramatic: Jodie Foster ( Stati Uniti), Beth Henley ( Stati Uniti), Monte Hellman ( Stati Uniti), Debra Hill ( Stati Uniti), David Burton Morris ( Stati Uniti), Peggy Rajski ( Stati Uniti)
Documentary: Karen Cooper ( Stati Uniti), Elliot Caplan ( Stati Uniti), Nick Hart-Williams ( Inghilterra), Dennis O'Rourke ( Australia), Jean-Pierre Gorin ( Francia) 

## 1990
Dramatic: Steven Soderbergh ( Stati Uniti), Alfre Woodard ( Stati Uniti), Kathryn Bigelow ( Stati Uniti), Armond White ( Stati Uniti), Morgan Fisher ( Stati Uniti)
Documentary: Susan Frömke ( Stati Uniti), Christine Choy ( Stati Uniti), Michael Renov ( Stati Uniti), Edward Lachman ( Stati Uniti), Orlando Bagwell ( Stati Uniti)

## 1991
Dramatic: Karen Durbin ( Stati Uniti), Heather Johnston ( Stati Uniti), Gus Van Sant ( Stati Uniti), Catherine Wyler ( Stati Uniti)
Documentary: St. Claire Bourne ( Stati Uniti), Jill Godmilow ( Stati Uniti), Marcel Ophüls ( Germania), Amy Taubin ( Stati Uniti)

## 1992
Dramatic: David Ansen ( Stati Uniti), Beth B. ( Stati Uniti), Bill Duke ( Stati Uniti), Callie Khouri ( Stati Uniti)
Documentary: Stephanie Black ( Stati Uniti), William Greaves ( Stati Uniti), Isaac Julien ( Inghilterra), Berenice Reynaud ( Stati Uniti)

## 1993
Dramatic: Percy Adlon ( Germania), Dave Kehr ( Stati Uniti), Charles Lane ( Stati Uniti), Christine Vachon ( Stati Uniti)
Documentary: Rob Epstein ( Stati Uniti), Barbara Kopple ( Stati Uniti), Ron Mann ( Canada), Renee Tajima-Pena ( Stati Uniti)

## 1994
Dramatic: Allison Anders ( Stati Uniti), Tantoo Cardinal ( Canada), Maggie Greenwald ( Stati Uniti), Neal Jimenez ( Stati Uniti), Matthew Modine ( Stati Uniti)
Documentary: Bill Couturié ( Stati Uniti), Barbara Hammer ( Stati Uniti), Chris Hegedus ( Stati Uniti), Betsy A. McLane ( Stati Uniti), Marco Williams ( Stati Uniti)

## 1995
Dramatic: Darnell Martin ( Stati Uniti), Samuel L. Jackson ( Stati Uniti), Ella Taylor ( Stati Uniti), Atom Egoyan ( Canada), Whit Stillman ( Stati Uniti)
Documentary: Patricia Aufderheide ( Stati Uniti), Susan Todd ( Stati Uniti), Ross McElwee ( Stati Uniti), Arthur Dong ( Stati Uniti), Peter Gilbert ( Stati Uniti)

## 1996
Dramatic: Gregg Araki ( Stati Uniti), Bobby Bukowski ( Stati Uniti), Ulu Grosbard ( Belgio), Julianne Moore ( Stati Uniti), Elizabeth Pincus (?)
Documentary: Joan Churchill ( Stati Uniti), Ada Gay Griffin ( Stati Uniti), Alan Raymond ( Stati Uniti), Ellen Schneider ( Stati Uniti), Theodore Thomas ( Stati Uniti)

## 1997
Dramatic: Patrick Sheane Duncan ( Stati Uniti), Giancarlo Esposito ( Stati Uniti), Catherine Keener ( Stati Uniti), Ellen Kuras ( Stati Uniti), John Powers ( Stati Uniti)
Documentary: Joe Berlinger ( Stati Uniti), Jerret Engle ( Stati Uniti), Deborah Hoffmann ( Stati Uniti), Michael Lumpkin ( Stati Uniti), Lourdes Portillo ( Messico)

## 1998
Dramatic: Kayo Hatta ( Stati Uniti), Owen Gleiberman ( Stati Uniti), Paul Schrader ( Stati Uniti), Chris Sievernich ( Germania), Alfre Woodard ( Stati Uniti)
Documentary: Steven Ascher ( Stati Uniti), Nick Broomfield ( Inghilterra), Christine Choy ( Stati Uniti), Lisa Leeman ( Stati Uniti), Pamela Yates ( Stati Uniti)

## 1999
Dramatic: Maryse Alberti ( Francia), Cheryl Dunye ( Liberia), Richard Linklater ( Stati Uniti), Elvis Mitchell ( Stati Uniti), Nik Powell ( Inghilterra)
Documentary: Kirby Dick ( Stati Uniti), Tina Di Feliciantonio ( Stati Uniti), Annie Frazier Henry ( Canada), Michel Negroponte ( Stati Uniti), Raymond Telles ( Stati Uniti)

## 2000
Dramatic: Lawrence Bender ( Stati Uniti), Patricia Clarkson ( Stati Uniti), Sandra Tsing Loh ( Stati Uniti), Janet Maslin ( Stati Uniti), Kevin Smith ( Stati Uniti)
Documentary: Ally Derks ( Stati Uniti), Jon Else ( Stati Uniti), Vikram Jayanti ( Stati Uniti), Jennifer Maytorena Taylor ( Stati Uniti), Jessica Yu ( Stati Uniti)

## 2001
Dramatic: Darren Aronofsky ( Stati Uniti), Joan Chen ( Stati Uniti), Kasi Lemmons ( Stati Uniti), Bingham Ray ( Stati Uniti)
Documentary: Randy Barbato ( Stati Uniti), R. J. Cutler ( Stati Uniti), Anne Makepeace ( Stati Uniti), Merata Mita ( Stati Uniti), Freida Lee Mock ( Stati Uniti)

## 2002
Dramatic: Brad Anderson ( Stati Uniti), Patricia Arquette ( Stati Uniti), Matthew Libatique ( Stati Uniti), Anne Thompson ( Stati Uniti), John Waters ( Stati Uniti)
Documentary: Jeffrey Friedman ( Stati Uniti), Jytte Rønnow Jensen ( Danimarca), Stanley Nelson ( Stati Uniti), Alanis Obomsawin ( Stati Uniti), Frances Reid ( Stati Uniti)

## 2003
Dramatic: Steve Buscemi ( Stati Uniti), Emanuel Levy ( Stati Uniti), David O. Russell ( Stati Uniti), Tilda Swinton ( Scozia), Forest Whitaker ( Stati Uniti)
Documentary: Nanette Burstein ( Stati Uniti), Susan Frömke ( Stati Uniti), Avon Kirkland ( Stati Uniti), Lesli Klainberg ( Stati Uniti), Doug Pray ( Stati Uniti)

## 2004
Dramatic: Lisa Cholodenko ( Stati Uniti), Frederick Elmes ( Stati Uniti), Danny Glover ( Stati Uniti), Maggie Gyllenhaal ( Stati Uniti), Ted Hope ( Stati Uniti)
Documentary: Rory Kennedy ( Stati Uniti), Mary Ellen Mark ( Stati Uniti), Robb Moss ( Stati Uniti), Robert Shepard ( Stati Uniti), Chris Smith ( Stati Uniti)

## 2005
U.S. Dramatic: Chris Eyre ( Stati Uniti), Vera Farmiga ( Stati Uniti), John C. Reilly ( Stati Uniti), B. Ruby Rich ( Stati Uniti), Christine Vachon ( Stati Uniti)
U.S. Documentary: Jean-Philippe Boucicaut ( Stati Uniti), Gail Dolgin ( Stati Uniti), Steve James ( Stati Uniti), Jehane Noujaim ( Egitto), Stacy Peralta ( Stati Uniti)
World Cinema Dramatic: Antonia Bird ( Inghilterra), Mike Goodridge ( Stati Uniti), Fernando León de Aranoa ( Spagna)
World Cinema Documentary: Miriam Cutler ( Stati Uniti), Jean Perret ( Francia), Penny Woolcock ( Argentina)

## 2006
U.S. Dramatic: Miguel Arteta ( Porto Rico), Terrence Howard ( Stati Uniti), Alan Rudolph ( Stati Uniti), Nancy Schreiber ( Stati Uniti), Audrey Wells ( Stati Uniti)
U.S. Documentary: Joe Bini ( Stati Uniti), Zana Briski ( Inghilterra), Andrew Jarecki ( Stati Uniti), Alexander Payne ( Stati Uniti), Heather Rae ( Stati Uniti)
World Cinema Dramatic: Irene Bignardi ( Italia), Chuan Lu ( Cina), Thomas Vinterberg ( Danimarca)
World Cinema Documentary: Kate Amend ( Stati Uniti), Jean-Xavier de Lestrade ( Francia), Rachel Perkins ( Australia)

## 2007
U.S. Dramatic: Catherine Hardwicke ( Stati Uniti), Dawn Hudson ( Stati Uniti), Pamela Martin ( Stati Uniti), Elvis Mitchell ( Stati Uniti), Sarah Polley ( Canada)
U.S. Documentary: Alan Berliner ( Stati Uniti), Lewis Erskine ( Stati Uniti), Lauren Greenfield ( Stati Uniti), Julia Reichert ( Stati Uniti), Carlos Sandoval ( Stati Uniti)
World Cinema Dramatic: Carlos Bolado ( Messico), Lynne Ramsay ( Scozia), U-Wei Haji Saari ( Malaysia)
World Cinema Documentary: Raoul Peck ( Haiti), Juan Carlos Rulfo ( Messico), Elizabeth Weatherford ( Inghilterra)

## 2008
U.S. Dramatic: Quentin Tarantino ( Stati Uniti), Marcia Gay Harden ( Stati Uniti), Mary Harron ( Canada), Diego Luna ( Messico), Sandra Oh ( Canada)
U.S. Documentary: Michelle Byrd ( Stati Uniti), Heidi Ewing ( Stati Uniti), Eugene Jarecki ( Stati Uniti), Steven Okazaki ( Stati Uniti), Anne Sundberg ( Stati Uniti)
World Cinema Dramatic: Shunji Iwai ( Giappone), Lucrecia Martel ( Argentina), Jan Schütte ( Germania)
World Cinema Documentary: Amir Bar-Lev ( Stati Uniti), Leena Pasanen ( Finlandia), Ilda Santiago ( Brasile)

## 2009
U.S. Dramatic: Virginia Madsen ( Stati Uniti), Scott McGehee ( Stati Uniti), Maud Nadler ( Stati Uniti), Mike White ( Stati Uniti), Boaz Yakin ( Stati Uniti)
U.S. Documentary: Patrick Creadon ( Stati Uniti), Carl Deal ( Stati Uniti), Andrea Meditch ( Stati Uniti), Sam Pollard ( Stati Uniti), Marina Zenovich ( Stati Uniti)
World Cinema Dramatic: Colin Brown ( Stati Uniti), Christine Jeffs ( Nuova Zelanda), Vibeke Windeløv ( Danimarca)
World Cinema Documentary: Gillian Armstrong ( Australia), Thom Powers ( Stati Uniti), Hubert Sauper ( Francia)

## 2010
U.S. Dramatic: Russell Banks ( Stati Uniti), Jason Kliot ( Stati Uniti), Karyn Kusama ( Stati Uniti), Parker Posey ( Stati Uniti), Robert Yeoman ( Stati Uniti)
U.S. Documentary: Greg Barker ( Stati Uniti), Dayna Goldfine ( Stati Uniti), Morgan Spurlock ( Stati Uniti), Ondi Timoner ( Stati Uniti), Nancy Miller ( Stati Uniti)
World Cinema Dramatic: Alison Maclean ( Canada), Lisa Schwarzbaum ( Stati Uniti), Sigurjon Sighvatsson ( Islanda)
World Cinema Documentary: Jennifer Baichwal ( Canada), Jeffrey Brown ( Stati Uniti), Asako Fujioka ( Giappone)

## 2011
U.S. Dramatic: America Ferrera ( Stati Uniti), Todd McCarthy ( Stati Uniti), Tim Orr ( Stati Uniti), Kimberly Peirce ( Stati Uniti), Jason Reitman ( Canada)
U.S. Documentary: Jeffrey Blitz ( Stati Uniti), Matt Groening ( Stati Uniti), Laura Poitras ( Stati Uniti), Jess Search ( Regno Unito), Sloane Klevin ( Stati Uniti)
World Cinema Dramatic: Susanne Bier ( Danimarca), Bong Joon-ho ( Corea del Sud), Rajendra Roy ( Stati Uniti)
World Cinema Documentary: José Padilha ( Brasile), Mette Hoffmann Meyer ( Danimarca), Lucy Walker ( Regno Unito)

## 2012
U.S. Dramatic: Justin Lin ( Taiwan), Anthony Mackie ( Stati Uniti), Cliff Martinez ( Stati Uniti), Lynn Shelton ( Stati Uniti), Amy Vincent ( Stati Uniti)
U.S. Documentary: Fenton Bailey ( Stati Uniti), Shari Springer Berman ( Stati Uniti), Heather Croall ( Stati Uniti), Charles Ferguson ( Stati Uniti), Kim Roberts ( Stati Uniti)
World Cinema Dramatic: Julia Ormond ( Regno Unito), Richard Pena ( Stati Uniti), Alexei Popogrebsky ( Russia)
World Cinema Documentary:  Nick Fraser ( Regno Unito),  Clara Kim ( Stati Uniti),  Jean-Marie Teno ( Camerun)
Short Film: Mike Judge ( Stati Uniti), Dee Rees ( Stati Uniti), Shane Smith ( Canada)
Alfred P. Sloan: Tracy Day ( Stati Uniti), Helen Fisher ( Stati Uniti), Dr. Robert J. Full ( Stati Uniti), Gwyn Lurie ( Stati Uniti), Alex Rivera ( Stati Uniti)